# A13 (Zwitserland)
De Zwitserse A13 (ook bekend als Rheintalautobahn in het Duits, of Autostrada del Reno in het Italiaans) is een 195 kilometer lange weg, die loopt vanaf St. Margrethen, via de grens van Liechtenstein, Bad Ragaz, Chur, Thusis naar Bellinzona. De weg is onderdeel van de Nationaalstrasse 13 (N13).
Wegens ruimtegebrek, door de ligging in smalle dalen, is de A13 tussen Chur en Mesocco niet uitgebouwd naar een autosnelweg. Bij de Via Mala is het smalste stuk, de weg doorsnijdt daar een kloof.
De stukken Autostrassen, een autosnelweg zonder rijbaanscheiding, kennen een limiet van 80 of 100 km/h.
Bij Liechtenstein loopt de autosnelweg evenwijdig aan de grens. Via de afritten Trübbach, Sevelen, Buchs, Haag en Sennwald kan het vorstendom worden bereikt.
Belangrijke tunnels: Isla-Bella, Crapteig, Casanwald en de San Bernardinotunnel.

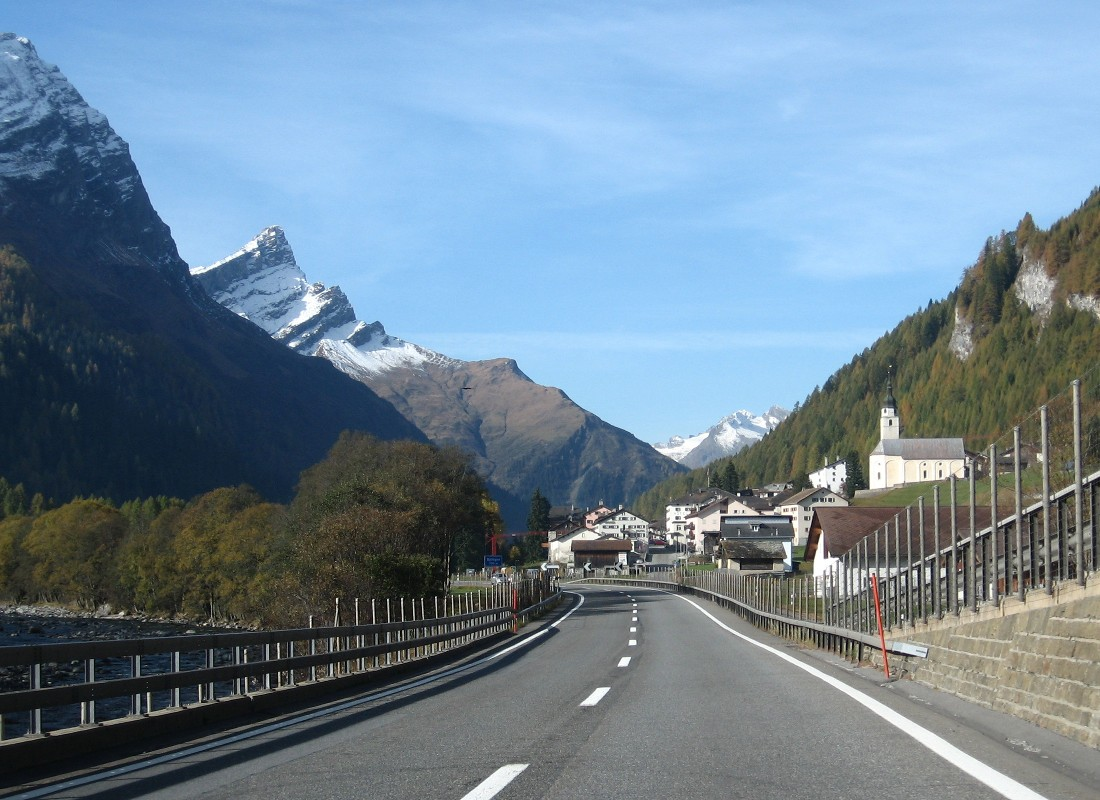
Enkelbaans traject van de A13 bij Splügen